# Lithi Norrman
Lithi Ingalill Birgitta Norrman, född 3 augusti 1897 i Hedvig Eleonora församling i Stockholm, död 22 september 1924 i Saltsjöbadens församling, var en svensk målare.
Hon var dotter till arkitekten Charles Lindholm och Beda Lindgren samt gift 1919 med civilingenjören Åke Norrman och mor till Peter Norrman. Hon studerade konst för Olle Hjortzberg vid Kungliga Konsthögskolan 1916–1919. Hon var huvudsakligen verksam med figurmåleri. Hon medverkade i utställningar tillsammans med Sveriges allmänna konstförening.